# Royal Festival Hall
La Royal Festival Hall és una sala de concerts de 2.500 localitats del Southbank Centre de Londres. Està situada a la riba sud del riu Tàmesi, no lluny del pont de Hungerford. Es tracta d'un edifici construït en la postguerra, el primer a ser catalogat com a protegit (el 1981). L'Orquestra Filharmònica de Londres, l'Orquestra Philharmonia  i l'Orquestra de l'Age of Enlightenment són orquestres residents a la sala. Va ser l'espai on es va estrenar, entre altres obres, la Simfonia núm. 3 "Collages" el 1961, composta per Robert Gerhard.
La sala va ser construïda com a part del Festival de Gran Bretanya pel London County Council, i va ser oficialment oberta el 3 de maig de 1951. Quan el London County Council va ser substituït pel Greater London Council, va ser abolit dins 1986, la Sala de Festival va passar sota el control del Consell de les Arts, i va ser dirigida juntament amb la Queen Elizabeth Hall, la Purcell Room (oberta el 1967) i la Hayward Gallery (1968), esdevenint una organització d'arts independent, ara coneguda com el Southbank Centre, des d'abril 1988.
El complex inclou diverses sales per recepcions, bars i restaurants, i el Clore Ballroom, que pot acomodar fins a 440 comensals asseguts. Un gran bust del cap i les espatlles de Nelson Mandela (creat per Ian Walters el 1985) s'ubica en el passadís que enllaça la sala i l'accés al pont de Hungerford. Originalment fet de fibra de vidre, va ser repetidament vandalitzat fins fins que es va refer en bronze.
La varietat d'espais oberts i vestíbuls del complex són populars per a reunions socials o laborals, tot i que hi ha hagut crítiques perquè també atreuen a persones sense llar a la recerca de refugi durant el dia, sobretot en els mesos més freds.
Les estacions de metro més properes són Waterloo i, a través del riu via el pont del Jubilee, les estacions d'Embankment i Charing Cross.